# Køkkenmødding bei Mejlgård

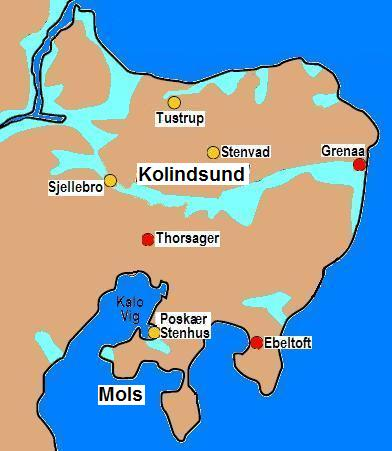
Mejlgård liegt etwa 8 km östlich von Tustrup im Norden der Halbinsel Djursland.

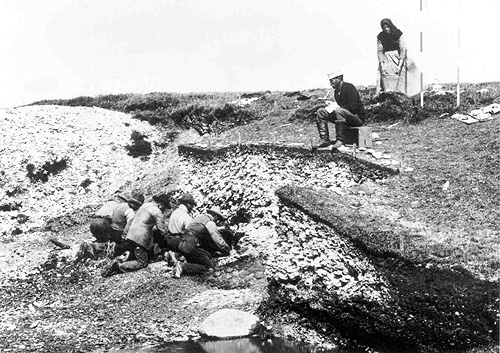
Ausgrabung eines Køkkenmødding der Ertebølle-Kultur am Limfjord, 1890er Jahre.

Der Køkkenmødding bei Mejlgård ist ein vorzeitlicher Abfallhaufen, der sich im Wald Nederskov nördlich von Mejlgård auf der ostjütischen Halbinsel Djursland in Dänemark befindet. Er besteht hauptsächlich aus 2000 m³, oder etwa 20 Millionen Austernschalen.
Er ist 125 m lang, zwischen 20,0 und 30,0 m breit und etwa 1,2 m hoch. Als die Abfälle abgelagert wurden, lag der zugehörige Wohnplatz noch direkt am Meeresufer, in den folgenden Jahrtausenden zog sich die Küstenlinie durch die postglaziale Landhebung zurück. Die steile Schräge der Haufen gegen Westen markiert den einstigen Strandabhang.
Bei Entdeckung des Køkkenmøddings Mitte des 19. Jahrhunderts setzte sich gerade die Einsicht durch, dass solche Anhäufungen von Muschelschalen kein Naturphänomen, sondern den Abfall der Kongemose- oder der Ertebølle-Kulturen darstellten, zweier mesolithischer Jägerkulturen. Die Ausgrabung im Jahr 1850 durch J.J.A. Worsaae war die direkte Folge dieser Erkenntnis, die durch Japetus Steenstrup Verbreitung fand.